# Escudo de Veraguas
Escudo de Veraguas è una piccola isola caraibica della Repubblica di Panamá. Nonostante il nome, non fa parte della provincia di Veraguas, ma di quella di Bocas del Toro. 
L'isola è ricoperta per 26,36 ettari di foreste di mangrovie e 247 ettari di barriera corallina con 55 specie di corallo.
Anche se si trova a soli 17 km dalla costa nel Golfo de los Mosquitos, è rimasta isolata per circa 9000 anni, permettendo a diversi animali sull'isola di distinguersi dalle loro controparti continentali; due specie di mammiferi vivono solamente sull'isola: il pipistrello Artibeus incomitatus, noto come il pipistrello della frutta e il Bradypus pygmaeus, noto come il bradipo pigmeo. Queste due specie, assieme alla Oedipina maritima, sono considerate in pericolo di estinzione a causa del loro vivere unicamente sulla piccola isola. Altri pipistrelli presenti sull'isola includono il Glossophaga soricina, il Micronycteris megalotis, il Carollia brevicauda, il Myotis riparius e il Saccopteryx leptura.
Escudo de Veraguas è tradizionalmente il luogo di nascita del popolo Ngobe-Bugle. Fino al 1995 l'isola rimase in gran parte disabitata, ma da quel momento molti pescatori Ngobe-Bugle delle vicine città costiere si trasferirono, prima per usare l'isola come base per le battute di pesca e poi per stabilirsi definitivamente.
Nel 2012, circa 120 pescatori assieme alle loro famiglie risiedevano sull'isola.